# Les Gladiateurs de l'Apocalypse
Pour plus de détails, voir Fiche technique et Distribution.
Les Gladiateurs de l'Apocalypse (Robot Jox) est un film américain réalisé par Stuart Gordon, sorti en 1989.

## Synopsis
50 ans après un holocauste nucléaire, les restes de l'humanité règlent les conflits à travers des combats de robots géants.

## Fiche technique
- Titre : Les Gladiateurs de l'Apocalypse
- Titre original : Robot Jox
- Réalisation : Stuart Gordon
- Scénario : Stuart Gordon et Joe Haldeman
- Musique : Frédéric Talgorn
- Photographie : Mac Ahlberg
- Montage : Lori Ball, Kimberly Domínguez et Ted Nicolaou (en)
- Production : Albert Band
- Sociétés de production : Empire Pictures et Altar Productions
- Société de distribution : Triumph Releasing Corporation (États-Unis)
- Pays de production :  États-Unis
- Genre : action, science-fiction et thriller
- Durée : 85 minutes
- Dates de sortie : 
  - Espagne : octobre 1989 (festival international du film de Catalogne)
  - France : 1990
  - États-Unis : 21 novembre 1990

## Distribution
- Gary Graham : Achilles
- Anne-Marie Johnson : Athena
- Paul Koslo : Alexander
- Robert Sampson : le commissaire Jameson
- Danny Kamekona (en) : Dr Matsumoto
- Hilary Mason : le professeur Laplace
- Michael Alldredge : Tex Conway
- Ian Patrick Williams : Phillip
- Jason Marsden : Tommy
- Carolyn Purdy : Kate

## Production
Le réalisateur, Stuart Gordon, a déclaré s'être inspiré de la franchise japonaise Transformers pour le scénario du film.